# Aeroportul Internațional General Ignacio Pesqueira García
Aeroportul Internațional General Ignacio Pesqueira García (IATA: HMO, ICAO: MMHO) este un aeroport din Hermosillo, Hermosillo⁠(d), Sonora, Mexic ce deservește zona Hermosillo. Aeroportul a fost tranzitat în 2023 de 2.155.149 de pasageri. A fost numit după Ignacio Pesqueira⁠(d).
Situat la o altitudine de 191 m, aeroportul dispune de 1 pistă. Este operat de Grupo Aeroportuario del Pacífico⁠(d).

## Infrastructură

### Piste
Aeroportul dispune de o singură pistă. Pista are orientarea 05/23. 